# The Best of Both Worlds (singel)
Best of Both Worlds – pierwszy singiel Hannah Montany wydany w 2006 roku.
Utwór zajmował 1 miejsce na liście TOP 30 Radia Disney i wykorzystany został w czołówce serialu Hannah Montana.